# Flujo cortante
El término flujo cortante es usado en la mecánica de sólidos así como también en la dinámica de fluidos. La expresión flujo cortante es usada para indicar: 
- un esfuerzo cortante sobre una distancia en una estructura de pared delgada (en mecánica de sólidos),[1]
- el flujo inducido por una fuerza (en un fluido)

## En mecánica de sólidos
Para perfiles de pared delgada, como a través de una viga o una estructura semi-monocasco, la distribución del esfuerzo cortante a través del espesor puede ser despreciada.[2] Además, no hay esfuerzo cortante en la dirección normal a la pared, solamente paralela.[2] En esos instantes, puede ser usada para expresar el esfuerzo cortante interno como flujo cortante, que se encuentra como esfuerzo cortante multiplicado por el espesor de la sección. Una definición equivalente para flujo cortante es la fuerza cortante V por unidad de longitud del perímetro alrededor de una sección de pared delgada. El flujo cortante tiene las dimensiones de fuerza por unidad de longitud. [1] Esto corresponde a unidades de newtons por metro en el sistema SI y libras fuerza por pie en los Sistemas Ingenieriles Inglés y Gravitacional Británico.  

### Origen
Cuando una fuerza cortante transversal es aplicada a la estructura, como a una viga, el resultado es la variación en los esfuerzos normales de flexión a lo largo de la viga. Esta variación necesita un esfuerzo cortante horizontal interno dentro de la viga que varíe la posición y' desde el eje neutral en la viga. El concepto de cortante complementario luego dicta que el esfuerzo cortante también existe a lo largo de la cara frontal de la viga. [3] Como se describe arriba, en estructuras de pared delgada la variación con el espesor puede ser despreciada, y el esfuerzo cortante a lo largo de la cara frontal de la estructura puede ser examinado como flujo cortante, o el esfuerzo cortante multiplicado por el espesor del elemento- [2]   

### Aplicaciones
El concepto de flujo cortante es particularmente útil cuando se analizan estructuras semi-monocasco, las cuales pueden ser idealizadas usando un modelo de skin-stringer. En este modelo, los miembros longitudinales, o stringers, cargan solamente esfuerzos axiales, mientras que la skin o red resiste la torsión aplicada externamente y la fuerza cortante. [3] En este caso, ya que la skin es una estructura de pared delgada, los esfuerzos cortantes internos en la skin pueden ser representados como flujo cortante. En diseño, el flujo cortante es algunas veces conocido antes de que el espesor del skin sea determinado. En cuyo caso el espesor del skin puede ser simplemente dimensionado de acuerdo con el esfuerzo cortante admisible.  

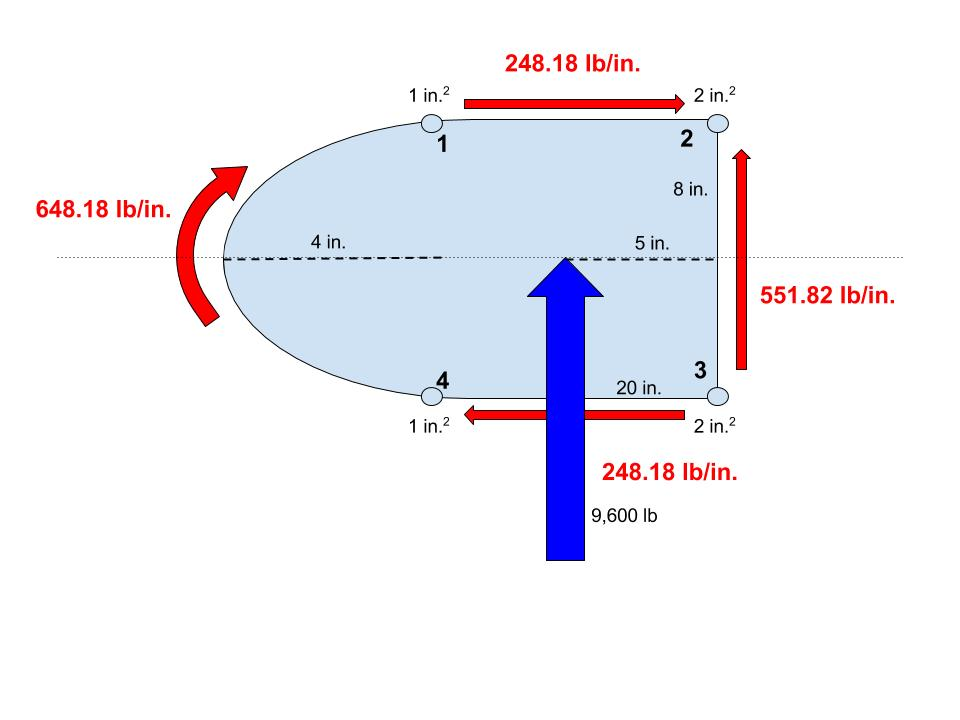
Ejemplo del Modelo Skin Stringer con flujo cortante

### Centro cortante
Para una estructura dada, el centro cortante es el punto en el espacio en el cual la fuerza cortante puede ser aplicada sin causar una deformación torsional (e.g. retorcida) de la sección transversal de la estructura. [4] El centro cortante is un punto imaginario, pero no varía con la magnitud de la fuerza cortante - únicamente la sección transversal de la estructura. El centro cortante siempre se encuentra a lo largo del eje de simetría y puede ser encontrado usando el siguiente método: [3]  
1. Aplicar una fuerza cortante resultante arbitraria
2. Calcular el flujo cortante desde esta fuerza cortante
3. Elegir un punto de referencia o, una distancia arbitraria e, desde el punto de aplicación de la carga
4. Calcular el momento sobre o usando tanto el flujo cortante y la resultante de la fuerza cortante, e igualar las dos expresiones. Resolver para e
5. La distancia e y el eje de simetría dan la coordenada para el centro cortante, independientemente de la magnitud de la fuerza cortante.

### Calculando el flujo cortante
Por definición, el flujo cortante a través de una sección de espesor t es calculado usando {\displaystyle q=\tau *t}, donde  {\displaystyle \tau ={\frac {VQ}{It}}}. Así la ecuación para el flujo cortante en una sección de red particular de la sección transversal de una estructura de pared delgada  (en este caso simétrica a través del eje x) es
| Símbolo               | Nombre |
| --------------------- | --- |
| {\displaystyle q}     | Flujo cortante                                                                                             |
| {\displaystyle V_{y}} | Fuerza cortante perpendicular al eje neutral x a través de la sección transversal entera                   |
| {\displaystyle Q_{x}} | Primer momento de área sobre el eje neutral x para una sección de red particular de la sección transversal |
| {\displaystyle I_{x}} | Segundo momento de área sobre el eje neutral x para la sección transversal entera                          |

## En mecánica de fluidos
En mecánica de fluidos, el término flujo cortante se refiere a un tipo de caudal el cual es causado por fuerzas, no a las fuerzas en sí. En un flujo cortante, las capas adyacentes de un fluido se mueven paralelas entre sí a diferentes velocidades. Los fluidos viscosos resisten el movimiento de corte. Para un fluido newtoniano, el esfuerzo ejercido por un fluido en resistencia al cortante es proporcional a la tasa de deformación o velocidad de corte.   
Un ejemplo simple de flujo cortante es el flujo de Couette, en el cual un fluido es atrapado entre dos platos largos paralelos y un plato se mueve con alguna velocidad relativa respecto al otro. Aquí, la tasa de deformación es simplemente la velocidad relativa dividida por la distancia entre los dos platos.  
El flujo cortante en fluidos tiende a ser inestable a números Reynolds altos, cuando la viscosidad del fluido no es suficientemente fuerte para amortiguar las perturbaciones del flujo. Por ejemplo, cuando dos capas de fluido se cortan entre ellas con una velocidad relativa, la inestabilidad Kelvin-Helmholtz puede ocurrir.    